# Руска, Луиджи
Луиджи Руска (итал. Luigi Rusca, в России — Алоизий Иванович;  2 сентября 1762, Аньо-Мондонико — 1822, Валенца) — архитектор швейцарского происхождения, работавший преимущественно в стилистике классицизма. На протяжении 35 лет, с 1783 по 1818 годы, работал в России.

## Биография
Выходец из итальянской Швейцарии, родился в Мондонико, коммуна Аньо, кантон Тичино, близ Лугано. Учился в Италии (в Туринской академии), где в это время утвердился новый архитектурный стиль — классицизм. Одним из видных его представителей был Джузеппе Пьермарини (автор здания театра Ла-Скала), оказавший на Руску значительное влияние.
В 1783 году по рекомендации Джакомо Кваренги прибыл в Санкт-Петербург и был зачислен в ведомство Императорского кабинета каменных дел мастером.
В России в разное время работали и другие члены семейства Руска, одной из «самых древних и распространённых» фамилий Тичино: Джованни Батиста (отец Луиджи), Джеронимо (брат Луиджи), а также отец и сын Джованни и Франческо Руска (вероятно, представители другой ветви семьи), однако их вклад в историю архитектуры малоизвестен. Также иногда называется родственником  архитектор, работавший в России  Эжидио Руска. 
Свои первые шаги Луиджи Руска делал под руководством ведущих архитекторов-классицистов того времени: Джакомо Кваренги, Винченцо Бренны, Юрия Фельтена, Егора Соколова. Самостоятельную деятельность он начал в 1790-е годы, получив заказ на перестройку особняка сенатора Петра Мятлева (здание сохранилось до наших дней и ныне известно как дворец Бобринских, Галерная улица, 58—60).
Участвовал в строительстве Морского кадетского корпуса (набережная Лейтенанта Шмидта, 17) по проекту Фёдора Волкова, самостоятельно разработал проект отделки столовой, где использовал конструкцию с подвесным потолком — это самое большое помещение с перекрытием подобного типа, существовавшее в то время. За эту работу он получил чин 9-го класса, приравнивавшийся к званию архитектора.
Был дважды женат. Первая жена, Анна Маргарита Маттеи, умерла в возрасте 20 лет в 1795 году. Во втором браке — с Маргаритой Шарлемань, дочерью академика скульптуры Жана-Батиста Шарлеманя-Боде — он прожил с 1797 года до конца жизни. От двух браков он имел двоих сыновей, Любима и Ивана. Жил в доме швейцарского консула и ювелира Лубье (Невский проспект, 26, напротив Казанского собора).
В 1802 году, после воцарения Александра I и отъезда из России Винченцо Бренны, занял должность придворного архитектора.
Расцвет творчества Руски пришёлся на первое десятилетие XIX века. В это время он выполнил ряд ответственных проектов в Петербурге и окрестностях, работал в Москве, Киеве и других городах Российской империи. В 1805—1806 годах архитектором была капитально перестроена в готическом стиле Никольская башня Московского Кремля (работа производилась совместно с Алексеем Бакаревым). 6.03.1809 г. был пожалован в статские советники. В 1810 году издал собрание своих проектов, в том числе неосуществлённых, в виде альбома гравюр ин-фолио с пояснениями на французском и итальянском языке. С 1815 года — почётный вольный общник Академии художеств.
В 1818 году подал в отставку и уехал из России с женой и сыном. Строительство Скорбященской церкви в Петербурге в стиле ампир по его проекту завершил его ученик, племянник его жены, архитектор Людвиг Шарлемань.
Луиджи Руска умер в 1822 году в городе Валенца, область Пьемонт, Италия.

## Работы

### В Санкт-Петербурге

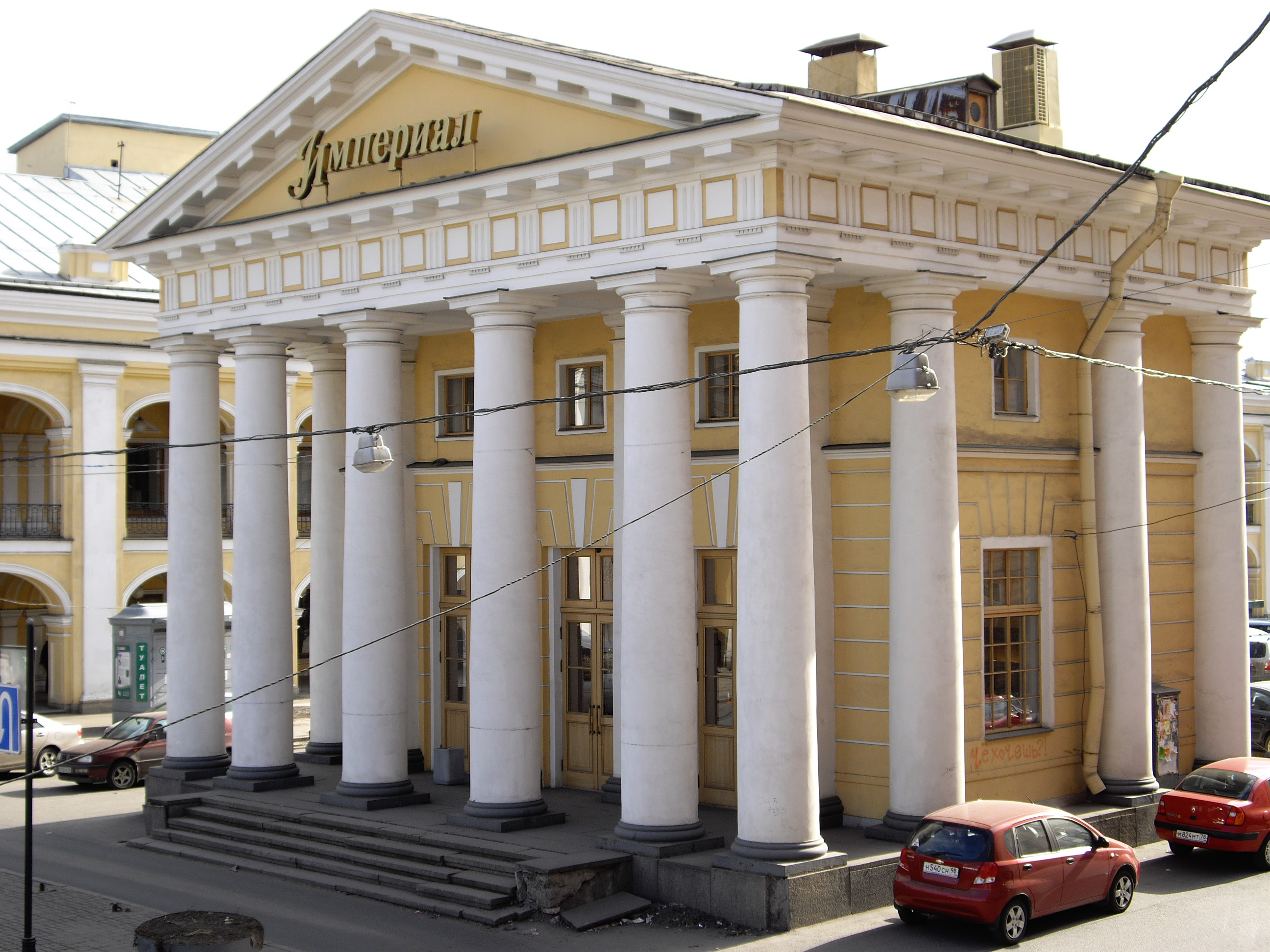
Портик Руска на Невском проспекте. Реконструкция.

- Портик Перинных рядов (портик Руска) на Невском проспекте, 33а (1805—1806; был разрушен при строительстве станции метро «Невский проспект» в 1962, восстановлен с небольшими изменениями по проекту арх. М. И. Толстова в 1972 году).

#### Дома
- Дворец Бобринских (Галерная ул., 58–60)
- Дом ордена иезуитов (наб. кан. Грибоедова, 8)
- Дом Эбелинг (Миллионная ул., 26)
- дом Ильина (1805—1808, наб. р. Фонтанки, 41, ныне известен как дом Кочневых), где Руска сделал даже эскизы мебельного гарнитура гостиной.
- дом купца В. И. Кусова (1-я линия В. О., 58) (1794, cейчас Детская больница святой Марии Магдалины)
- И. Г. Фрейганга (наб. р. Мойки, 10, перестроен)
- Н. Г. Карадыгина (Казанская ул., 30)
- Дом Экспедиции о государственных доходах (1809, Садовая ул., 12, перестройка по изменённому проекту С. П. Берникова)

#### Казармы
- Гренадерские (1803—1807) (на участке современных улиц Рентгена и Чапаева).
- Кавалергардские (1803—1806) на Шпалерной ул., 41[6]
- Измайловские (1809—1812)[6]

#### Интерьеры
- Таврический дворец — 1801, полностью создал новые интерьеры
- Аничков дворец — переустройство в 1809—1811, восстановление после пожара в 1812
- Зимний дворец — апартаменты императрицы на втором этаже северо-западного ризалита, кабинет Александра I; покои вдовствующей императрицы в южном корпусе (1797—1801).

#### Церкви
- Скорбященская церковь на Шпалерной улице, 35а (построена по его проекту Л. Шарлеманем)[6]

#### Прочие работы
- Реконструировал и расширил Казанский мост (1805)
- Реконструировал и капитально перестроил в готических формах Никольскую башню Московского Кремля (1805—1806, совместно с Алексеем Бакаревым)[8].
- Пристань со сфинксами на Каменном острове на берегу Малой Невки
- Здание Духовной академии (1819, завершено после отъезда Руска)
- Экзерциргауз 2-го кадетского корпуса (1819—1820, завершено после его отъезда Руска)
- Главный вход на Смоленское православное кладбище — два корпуса богадельни, соединённые аркой ворот
- Западный павильон Большой оранжереи Каменноостровского дворца (1810, современный адрес — Каменноостровский проспект, дом 77). Восточный павильон сохранился в сильно перестроенном виде[9].

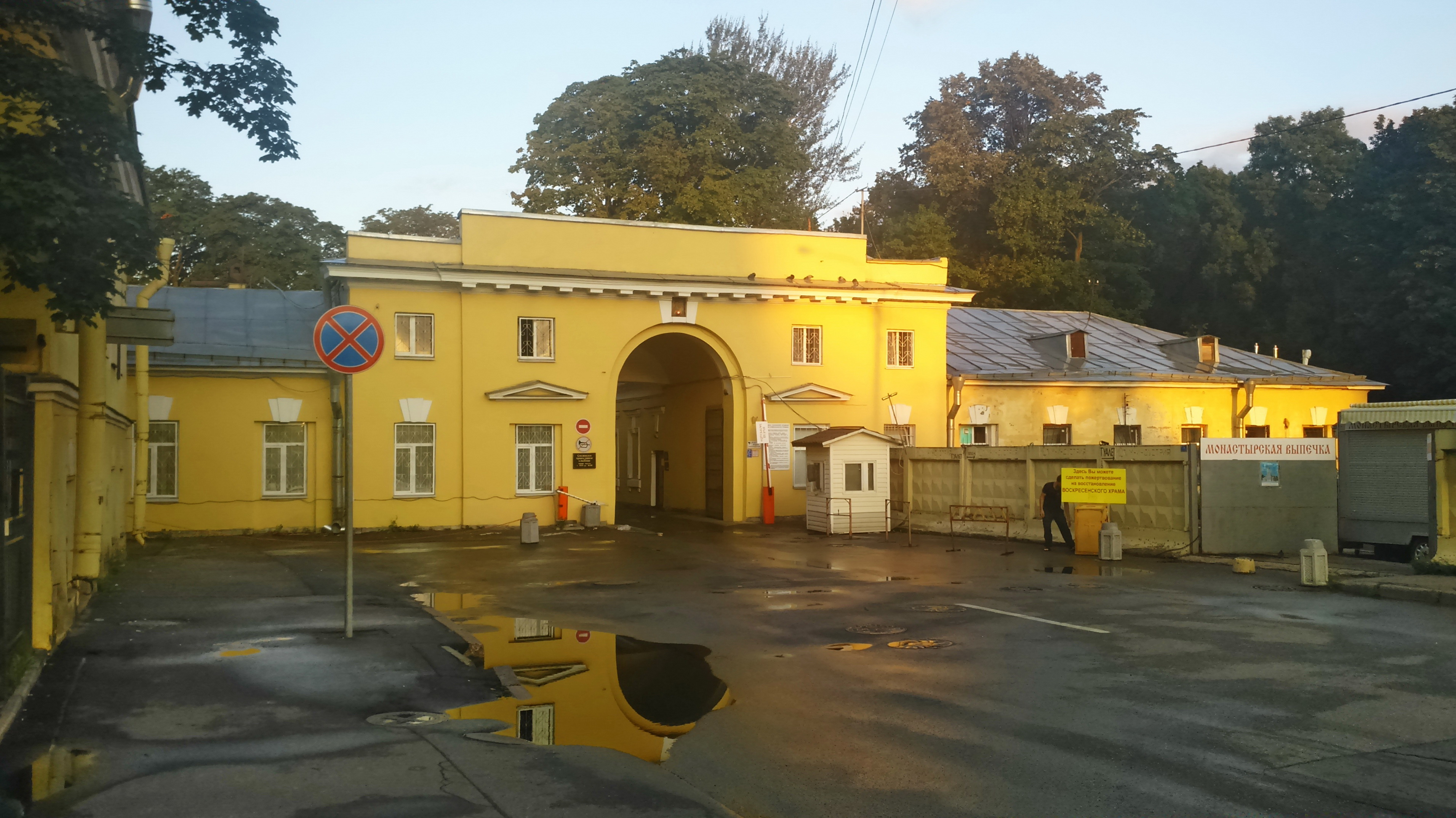
Главный вход на Смоленское православное кладбище

#### Градостроительные проекты
- Адмиралтейская аллея
- Невская аллея
- Василеостровская аллея
- планировка Петербургской стороны (впоследствии подверглась большим изменениям)

#### Работы, которые были впоследствии полностью переделаны
- Особняк графа Литты на Миллионной улице
- Здание министерства на Марсовом поле
- Дом графа Головина (Невский пр., 54)
- Здание Депо карт на Невском проспекте (1805—1806)

#### Незавершённые проекты

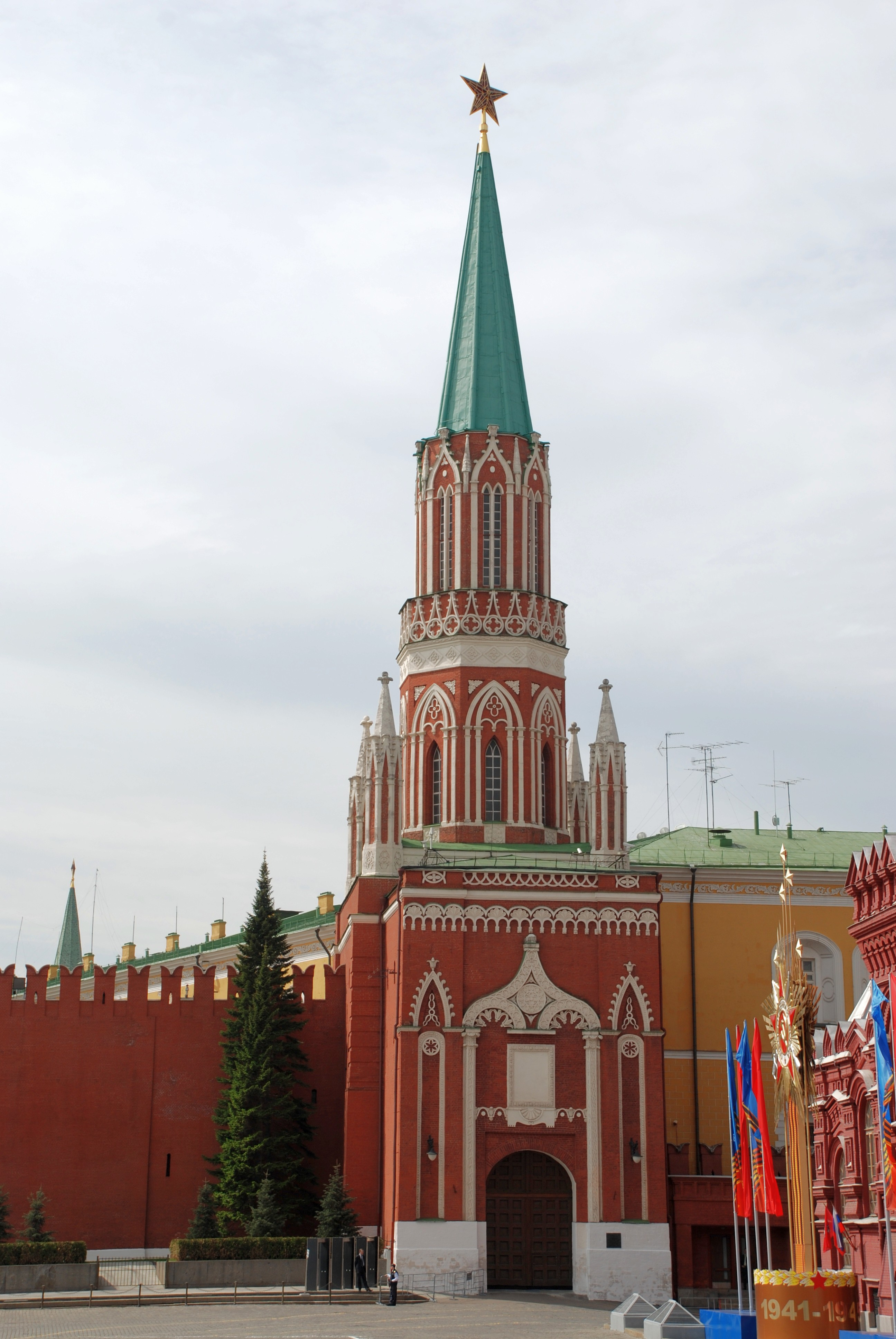
Никольская башня Московского Кремля (арх. А. И. Руска, совместно с А. Н. Бакаревым, 1806).

- Гауптвахта на Сенной площади
- Оранжерея в Царском Селе

### В окрестностях Санкт-Петербурга
- Большая терраса в Царском Селе (на берегу Большого пруда вблизи Камероновой галереи)
- Инвалидный дом Троице-Сергиевой пустыни (Петербургское шоссе, 15)
- Станционные почтовые дома по Нарвскому (1805) и Московскому (1805—1806, 1809) трактам
- Стрельнинский почтовый дом (1807—1809, Санкт-Петербургское шоссе, 66)

#### Интерьеры
- Дворец в Стрельне
- Дворец в Ропше
- Дворец в Петергофе
- Дворец в Гатчине

### В других городах
- Хамовнические казармы в Москве (1807–1809, строились под руководством М. М. Казакова, первоначально предназначались для Астраханского полка)
- Торговые ряды (Белая Церковь) (1801–1806, строились под руководством Доминика Ботани)
- Гостиный двор на Подоле в Киеве
- Главное здание Гимназии высших наук кн. Безбородко в Нежине (1817)
- Никольская церковь в Таллине
- Михайловский собор в Псково-Печерском монастыре
- Вознесенский собор (Новочеркасск)